# 私立探偵ヴァルグ
私立探偵ヴァルグ（しりつたんていヴァルグ）はノルウェーの映画作品のシリーズ。
日本ではWOWOWプレミアでテレビドラマシリーズとして放送された。

## 概要
グンナル・ストーレセンの小説、探偵ヴァルグ・ヴェウムを主人公としたシリーズ作品。
第1作『苦い花』（原題：Varg Veum – Bitre blomster）は、2007年9月28日にノルウェーで劇場公開された。

## 登場人物
ヴァルグ・ヴェウム
演：トロン・エスペン・セイム/東地宏樹
主人公である私立探偵。かつて児童福祉施設に勤務したことがあった。
ハムレ警部
演：ビョルン・フローバルグ/塾一久
イーサクセン
演：エンドレ・ヘレストヴェイト/烏丸祐一
アンナ
演：カテリーネ・ファーゲルラン/石田嘉代
ヴィベケ・ファラン
演：Trine Wiggen /五十嵐麗
州議会議員で、ヴァルグに愛人を探すように依頼した。
カリン
演:リーナ・ニューストロン/佐竹海莉